# هافدان راسموسن
هافدان راسموسن (بالدنماركية: Halfdan Rasmussen)‏ هو كاتب ومؤلف وشاعر دنماركي، ولد في 29 يناير 1915 في كوبنهاغن في الدنمارك، وتوفي في 2 مارس 2002.

## وصلات خارجية
- هافدان راسموسن على موقع الموسوعة البريطانية (الإنجليزية)
- هافدان راسموسن على موقع ميوزك برينز (الإنجليزية)
- هافدان راسموسن على موقع ديسكوغز (الإنجليزية)